# Transport fluvial à Jakarta
Jakarta, la capitale de l'Indonésie, possède depuis peu un système de transport fluvial appelé Angkutan Sungai ou plus communément Waterways, par analogie avec le système de bus à haut niveau de service TransJakarta, surnommé Busway. Ce système de transport urbain a été inauguré en 2007 par le gouverneur de Jakarta de l'époque, Sutiyoso. Il fait partie d'un plan d'intégration global des différents modes de transport en commun de la ville.